# Титаренко Ельвіра Іванівна
Ельвіра Іванівна Титаренко (нар. 7 лютого 1936, Мічурінськ) — українська художниця тканин; член Київської організації Спілки радянських художників України з 1970 року.

## Біографія
Народилася 7 лютого 1936 року в місті Мічурінську (нині Тамбовська область, Росія). 1959 року закінчила Київське державне училище прикладного мистецтва, де її викладачами були зокрема М. Садов, Ніна Ган, Сергій Нечипоренко, Петро Скрябін.
Жила у Києві, в будинку на Коломийському провулку, № 14, квартира № 34, в будинку на вулиці Євгенії Бош, № 1, квартира № 12 та в будинку на Коломийському провулку, № 9, квартира № 28.

## Творчість
Працювала в галузі декоративного мистецтва (промисловий текстиль). Серед робіт:
- декоративні тканини «Софія Київська» (1967, парча, вибійка, ручний розпис), «Ноктюрн» (1970);
- платтяні тканини «Мальви» (1965), «Літо» (1966), «Наспів» (1967);
- декоративні панно «Соняшники» (1970), «Сутінки» (1979), «Щедрівки» (1983).

Брала участь у республіканських виставках з 1967 року, всесоюзних — з 1968 року, зарубіжних — з 1965 року.